# Landebaëron
Landebaëron (bretonisch: Landebaeron) ist eine französische Gemeinde mit 169 Einwohnern (Stand 1. Januar 2022) im Département Côtes-d’Armor in der Region Bretagne. Sie gehört zum Arrondissement Guingamp und zum Kanton Bégard. Die Bewohner nennen sich Landebaëronais(es).

## Geografie
Landebaëron liegt rund neun Kilometer (Luftlinie) nordnordwestlich von Guingamp im zentralen Norden der Bretagne. Die westliche Gemeindegrenze bildet der Fluss Théoulas.

## Bevölkerungsentwicklung
| Jahr                       | 1793 | 1866 | 1911 | 1921 | 1962 | 1968 | 1975 | 1982 | 1990 | 1999 | 2006 | 2012 | 2020 |
| Einwohner                  | 512  | 696  | 507  | 417  | 345  | 299  | 231  | 211  | 183  | 186  | 203  | 189  | 175  |
| Quellen: Cassini und INSEE |      |      |      |      |      |      |      |      |      |      |      |      |      |

Die zunehmende Mechanisierung der Landwirtschaft und die zahlreichen Toten des Ersten Weltkriegs führten zu einem Absinken der Einwohnerzahlen bis auf die Tiefststände in der Gegenwart.

## Baudenkmäler
Siehe: Liste der Monuments historiques in Landebaëron

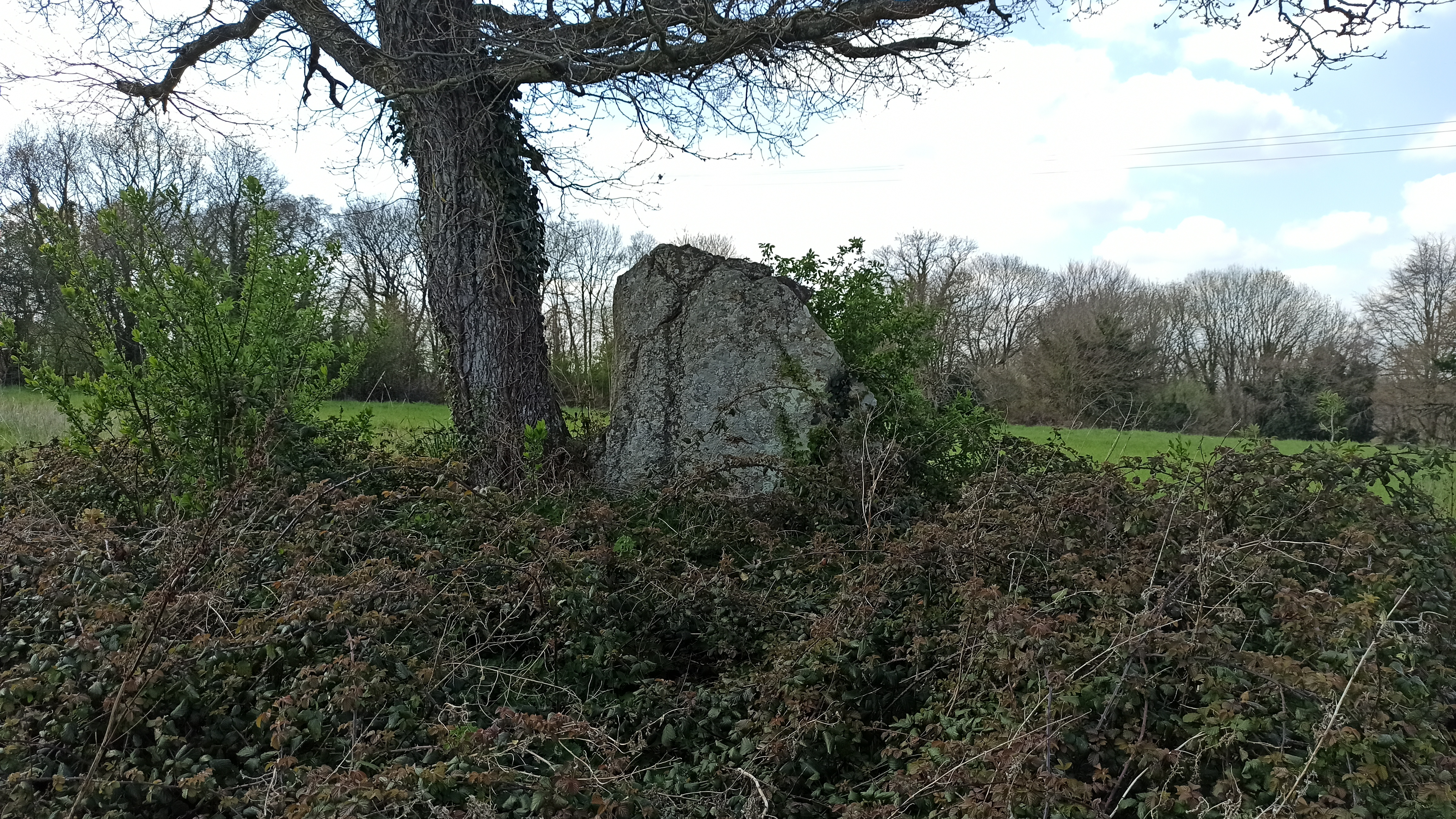
Menhir de Menou Glas

Beim Ort liegen der Menhir de Menou-Glas, Monument historique seit 1969 und die Allée couverte Ros-Vras, Monument historique seit 1956.